# Matzlesrieth
Matzlesrieth ist ein Gemeindeteil der kreisfreien Stadt Weiden in der Oberpfalz im bayerischen Regierungsbezirk Oberpfalz.

## Geographische Lage
Matzlesrieth liegt 2 km nordöstlich von Bechtsrieth, 5 km südöstlich von Weiden in der Oberpfalz und 600 m nordöstlich von Muglhof zwischen der Staatsstraße 2166 im Nordosten und der Bundesstraße 22 im Südwesten. Es befindet sich auf einer Hochfläche südöstlich des Hölltales, das sich von Letzau nach Südwesten bis nach Bechtsrieth erstreckt.
1 km nordwestlich von Matzlesrieth fließt der Gleitsbach durch das Hölltal nach Bechtsrieth. Er mündet südlich von Engleshof in die Luhe.
Nördlich von Matzlesrieth erhebt sich der 623 m hohe Letzauer Bühl und südlich von Matzlesrieth der 631 m hohe Heiligdreifaltigkeitsberg.

## Ortsname
Die Endung des Ortsnamens -rieth deutet darauf hin, dass Matzlesrieth (auch: Mezelsriut, Mazelinesriut, Metzlersriet) zu den vom 11. bis zum 14. Jahrhundert entstandenen Rodungssiedlungen gehört.

## Geschichte
Die Ortschaft Matzlesrieth ist bereits für das Jahr 1043 belegt.
In einer Urkunde aus dem Jahr 1043 ist dokumentiert, dass Heinrich III. vier Königshufen in Trauschendorf, Matzlesrieth und Mogenriut (verfallen, bei Muglhof) an einen Berenger verschenkte.
Die Echtheit dieser Urkunde wird allerdings von verschiedenen Historikern bezweifelt.
Dieser Berenger (auch: Beringer, Beringerio, Beringar) war Vasall der Königinmutter Gisela und Stammvater der Grafen von Sulzbach.
Das Gebiet zwischen Luhe und Gleitsbach war ein ehemaliges Königsgut.
Due geschenkten Hufen waren mit dem Jagdrecht verbunden.
Heinrich IV. schenkte 1061 Matzlesrieth dem Königsdienstmann Otnant.
Zwei Höfe in Matzlesrieth gehörten Ende des 13. Jahrhunderts zur Herrschaft Störnstein.
Vom 15. bis zum 18. Jahrhundert gehörten Besitzungen in Matzlesrieth zur Herrschaft Waldau.
In Steuerbeschreibungen aus dem 18. Jahrhundert wird Matzlesrieth als ein zur Gemeinde Muglhof gehöriger Weiler mit 10 Anwesen und einem Hirtenhaus genannt.
Matzlesrieth gehörte zum 1808 gebildeten Steuerdistrikt Muglhof.
Dieser bestand aus den Dörfern Matzlesrieth, Muglhof, Oedenthal und den Einöden Ober-, Mitter- und Unterhöll.
Im Jahr 1821 war Matzlesrieth mit 10 Familien eine mittelbare patrimonialgerichtische Ruralgemeinde.
Von 1818 bis 1830 bestand die Gemeinde Muglhof aus Muglhof, Ober-, Mitter- und Unterhöll.
1830 wurde die  Gemeinde Trauschendorf mit Oedenthal nach Muglhof eingemeindet.
1838 wurde die Gemeinde Matzlesrieth nach Muglhof eingemeindet.
1838 wurde das Landgericht Weiden in der Oberpfalz gebildet.
Dabei gelangte Matzlesrieth mit der Gemeinde Muglhof vom Landgericht Vohenstrauß zum Landgericht Weiden.
Im Zuge der Gebietsreform in Bayern 1972 kam Matzlesrieth als Teil der Gemeinde Muglhof in die kreisfreie Stadt Weiden.

### Einwohnerentwicklung in Matzlesrieth von 1838 bis 2011
| Jahr | Einwohner | Gebäude |
| ---- | --------- | ------- |
| 1838 | 52        | 10      |
| 1861 | 52        | k. A.   |
| 1871 | 58        | 31      |
| 1885 | 57        | 9       |
| 1900 | 50        | 9       |
| 1913 | 40        | 8       |

| Jahr | Einwohner | Gebäude |
| ---- | --------- | ------- |
| 1925 | 46        | 8       |
| 1950 | 54        | 8       |
| 1961 | 49        | 8       |
| 1970 | 43        | k. A.   |
| 1987 | 53        | 9       |
| 2011 | 45        | k. A.   |